# Mohamed Sobhy
Mohamed Sobhy (Ismailia, 30 de agosto de 1981) é um futebolista profissional egípcio que atua como goleiro.

## Carreira
Mohamed Sobhy representou o elenco da Seleção Egípcia de Futebol no Campeonato Africano das Nações de 2008.

## Títulos
Seleção Egípcia
- Campeonato Africano das Nações: 2008.